# انتخابات ریاست‌جمهوری جمهوری قره‌باغ (۲۰۰۷)
انتخابات ریاست‌جمهوری در ۱۹ ژوئیه ۲۰۰۷ در جمهوری قره‌باغ برگزار شد. نتیجه آن پیروزی باکو ساهاکیان بود که ۸۵ درصد آرا را کسب نمود.

## نتایج
| کاندیدا                | کاندیدا                | حزب                    | آراء   | ٪      |
| ---------------------- | ---------------------- | ---------------------- | ------ | ------ |
|                        | باکو ساهاکیان          | مستقل                  | ۵۹٬۳۲۶ | ۸۵٫۱۲  |
|                        | ماسیس مائیلیان         | مستقل                  | ۸٬۷۳۴  | ۱۲٫۵۳  |
|                        | آرمن آبگاریان          | مستقل                  | ۸۶۷    | ۱٫۲۴   |
|                        | هراند ملکومیان         | حزب کمونیست            | ۵۵۴    | ۰٫۷۹   |
|                        | وانیا آوانسیان         | مستقل                  | ۲۱۲    | ۰٫۳۰   |
| کل                     | کل                     | کل                     | ۶۹٬۶۹۳ | ۱۰۰٫۰۰ |
|                        |                        |                        |        |        |
| آراء معتبر             | آراء معتبر             | آراء معتبر             | ۶۹٬۶۹۳ | ۹۷٫۷۷  |
| آراء نامعتبر/سفید      | آراء نامعتبر/سفید      | آراء نامعتبر/سفید      | ۱٬۵۹۳  | ۲٫۲۳   |
| کل آراء                | کل آراء                | کل آراء                | ۷۱٬۲۸۶ | ۱۰۰٫۰۰ |
| رأی‌دهندگان ثبت‌نام کرده | رأی‌دهندگان ثبت‌نام کرده | رأی‌دهندگان ثبت‌نام کرده | ۹۲٬۱۱۴ | ۷۷٫۳۹  |
| منبع: CEC              |                        |                        |        |        |